# Округ Мисоки (Мичиген)
Мисоки (енгл. Missaukee County) је округ у америчкој савезној држави Мичиген.

## Демографија
По попису из 2010. године број становника је 14.849, што је 371 (2,6%) становника више него 2000. године.
| Група             | 2000.          | 2010.          |
| Белци             | 14.030 (96,9%) | 14.230 (95,8%) |
| Афроамериканци    | 29 (0,2%)      | 43 (0,3%)      |
| Азијати           | 35 (0,2%)      | 46 (0,3%)      |
| Хиспаноамериканци | 169 (1,2%)     | 306 (2,1%)     |
| Укупно            | 14.478         | 14.849         |